# Turbo Kart Racer
Turbo Kart Racer è un videogioco di go-kart pubblicato nel 1990-1991 per Amstrad CPC, Commodore 64 e ZX Spectrum dalla Players Software, un'etichetta economica della Interceptor Micros. Per Commodore 64 esiste anche una versione del gioco nota come Retro Torque (Retro Torqe a video), con motocicli al posto dei go-kart e varie migliorie, la cui uscita era prevista come allegato alla rivista britannica Commodore Force, che però chiuse definitivamente nel 1994 prima di poterlo pubblicare.

## Modalità di gioco
Si gareggia su una serie di circuiti con visuale dall'alto e scorrimento in tutte le direzioni. Si dispone di una quantità limitata di turbo per avere spinta extra. Gli scontri con i kart avversari o con il bordo pista causano danni ed eventuale distruzione del veicolo, che riappare con conseguente perdita di tempo. Lungo il percorso possono apparire bonus da raccogliere, come riparazione dei danni o ricarica del turbo.
La versione Commodore 64 si distingue maggiormente dalle altre due, più simili tra loro e valutate molto negativamente da diverse riviste di settore. Su Commodore i kart in gara sono tre in tutto. È presente la modalità a due giocatori simultanei, con lo schermo diviso in due orizzontalmente. Anche in giocatore singolo lo schermo è comunque diviso e l'altra metà mostra la visuale di uno dei due kart controllati dal computer, alternandoli. I controlli si possono impostare dal menù principale: basati su rotazione destra/sinistra e accelerazione, oppure basati sulla spinta del joystick direttamente nella direzione in cui si vuole dirigere il kart.
Su Amstrad e Spectrum è supportato soltanto il giocatore singolo, contro altri tre veicoli controllati dal computer. Si dispone soltanto dei controlli di tipo rotatorio. Ci sono più condizioni del kart da tenere d'occhio, come il carburante e lo stato delle gomme, e più tipi di bonus da raccogliere.